# Pont de Marsassoum
Der Pont de Marsassoum im Süden Senegals ist eine Spannbetonbrücke für die 54 Kilometer lange Regionalstraße R 21 über den Fluss Soungrougrou bei der in der Casamance gelegenen Stadt Marsassoum. Der Fluss markiert an dieser Stelle die Grenze zwischen den Regionen Ziguinchor im Westen und Sédhiou im Osten. Die mautpflichtige Brücke wurde am 17. Januar 2022 als Ersatz der störanfällig gewordenen Fährverbindung Bac de Marsassoum dem Verkehr übergeben.
Vorher bildete die Fähre die einzige Verbindung aus dem Département Sédhiou nach Westen zur Nationalstraße N 4 und zu den Städten Bignona und Ziguinchor. Das ganze Département ist durch die Unterläufe des Casamance-Flusses und des Soungrougrou fast vollständig umschlossen und so vom Rest Senegals auf dem Landweg schlecht erreichbar. Bei Marsassoum bildet der Soungrougrou, der hier nach Süden fließt und der Gezeitenströmung ausgesetzt ist, zusammen mit seinem amphibischen und mit Mangroven bestandenen Westufer ein 3500 Meter breites Hindernis. Um die Passage dennoch zu ermöglichen, wurde am Westufer im Zuge der R21 ein Straßendamm aufgeschüttet, der 2000 Meter durch das Mangrovengebiet führt und als Zubringer zur Fährrampe noch 1000 Meter in das Flussbett hineinreicht. Nördlich der Fährrampe dient dieser Zubringer nun als westlicher Brückenkopf und Widerlager der Brücke (12° 50′ 15″ N, 15° 59′ 12″ W). Der Brückenkopf am Ostufer (12° 50′ 9″ N, 15° 58′ 57″ W) führt direkt in die Ortsmitte von Marsassoum.
Die Bauarbeiten an der 485 Meter langen Brücke begannen im Oktober 2018. Die Baukosten lagen bei 20 Milliarden Franc CFA. Die elf Meter breite Brücke hat eine Fahrbahn in jede Richtung und zwei seitliche Fußgängerwege. Die Brückenkonstruktion ruht auf 13 Pfeilern und besteht weitgehend aus vorgefertigten Elementen. Die lichte Höhe über dem Wasserspiegel ist bei hoher Tide erkennbar gering. Der Anschluss zur N4 bei Diéba wird über eine im Bau befindliche Abzweigung gesichert. Die Arbeiten an der Brücke waren im November 2021 abgeschlossen. Dass sich die Freigabe für den Verkehr wochenlang verzögerte, stieß in der Öffentlichkeit auf Unverständnis.
Die Benutzung der Brücke war an den ersten Tagen kostenfrei. Ab 1. Februar 2022 waren folgende Mauttarife vorgesehen: Fußgänger: kostenlos, 500 Franken für Motorräder, 2000 Franken für Kleinfahrzeuge, 3000 Franken für Kleintransporter und Kleinbusse und 15 000 Franken für Großtransporter und Großbusse. Der Verkehr von Karren (charrettes) ist nicht erlaubt.
Die Höhe der Tarife ist bei der betroffenen Bevölkerung umstritten. Sie benachteilige die Wettbewerbsfähigkeit der Wirtschaft.